# 紀昌利
紀 昌利（きい まさとし、8月13日 - ）は、日本の男性声優。神奈川県出身。EARLY WING所属。

## 人物
趣味・特技は能楽、登山、読書。現在、東京アニメーションカレッジ専門学校講師を務め、2022年までは日本芸術専門学校講師も担当していた。

## 出演

### テレビアニメ
2011年
- 森田さんは無口。（真由の父）

2012年
- ソードアート・オンライン（風林火山メンバー、軍の兵士）
- だから僕は、Hができない。（ガルダーブロウグ兵）
- パブー&モジーズ（クリス・キャメル）

2013年
- 八犬伝―東方八犬異聞―（村人）

2019年
- エッグカー（2019年 - 2020年、ダブル）

### OVA
- 森田さんは無口（2011年、真由の父）

### ゲーム
- ギンガフォース（セラム[2]）

- Alice in Dreamworld（ジャック）
- 戦国大河（千利休）

### デジタルコミック
- 「くじ」から始まる婚約生活～厳正なる抽選の結果、笑わない次期公爵様の婚約者に当選しました～（2022年、父[3]）

### 吹き替え
- 太宗（テジョン）イ・バンウォン〜龍の国〜（日本語題）

### 舞台
- 劇団NEXTf 「HERO」（2019年7月、荻窪小劇場）
- RELAX「フレームアップ・クライスト2019」（2019年11月、六行会ホール）
- 劇団NEXTf 「千景の綺桜」（2020年2月、荻窪小劇場）

### 朗読劇
- りーでぃんぐ☆ぱーてぃーvol.12（2023年1月28日 - 29日、新宿シアターコフレリオ）
- RELAX「『 コールド・プランク 』 あるいはカルネアデスの方程式 」（2023年12月21日 - 24日、taccs1179）